# جيمس ريبورن
جيمس ريبورن (بالإنجليزية: James Rebhorn)‏ (و. 1948 – 2014 م) هو ممثل مسرحي، وممثل أفلام، وممثل تلفزي أمريكي، ولد في فيلادلفيا، توفي عن عمر يناهز 66 عاماً، بسبب ورم ميلانيني.

## التعليم
تعلم في جامعة كولومبيا، وWittenberg University ‏، وكلية الفنون في جامعة كولومبيا ‏.

## وصلات خارجية
- جيمس ريبورن على موقع IMDb (الإنجليزية)
- جيمس ريبورن على موقع ألو سيني (الفرنسية)
- جيمس ريبورن على موقع ميوزك برينز (الإنجليزية)
- جيمس ريبورن على موقع أول موفي (الإنجليزية)
- جيمس ريبورن على موقع قاعدة بيانات برودواي على الإنترنت (الإنجليزية)
- جيمس ريبورن على موقع قاعدة بيانات الأفلام السويدية (السويدية)
- جيمس ريبورن على موقع إن إن دي بي (الإنجليزية)
- جيمس ريبورن على موقع قاعدة بيانات الفيلم (الإنجليزية)
- جيمس ريبورن على موقع كينوبويسك (الروسية)